# Saperdoglenea gleneoides
Saperdoglenea gleneoides är en skalbaggsart som beskrevs av Stefan von Breuning 1964. Saperdoglenea gleneoides ingår i släktet Saperdoglenea och familjen långhorningar.
Artens utbredningsområde är Laos. Inga underarter finns listade i Catalogue of Life.